# Leptotarsus pedestris
Leptotarsus pedestris là một loài ruồi trong họ Ruồi hạc (Tipulidae). Chúng phân bố ở miền Australasia.